# باشگاه فوتبال نیدهام مارکت
باشگاه فوتبال نیدهام مارکت (به انگلیسی: Needham Market Football Club) یک باشگاه فوتبال در شهر نیدهام مارکت، کشور انگلستان است که در سال ۱۹۱۹ میلادی تأسیس شده‌است.